# ر. كروسبي كمبر
ر. كروسبي كمبر (بالإنجليزية: R. Crosby Kemper)‏ هو مصرفي أمريكي، ولد في 1892 في فالي فولز في الولايات المتحدة، وتوفي في 1972.